# 伊予鉄南予バス
伊予鉄南予バス株式会社（いよてつなんよバス）は、愛媛県南予地方をエリアとする路線バス・貸切バスを運営する路線バス、高速バス、貸切バス事業者で、伊予鉄グループの一員である。本社は愛媛県八幡浜市にある。

## 概要
伊予鉄道自動車部（現・伊予鉄バス）からの分社化により新設された会社である。営業エリアは、愛媛県南予地方のうち、伊予鉄バスが乗り入れる八幡浜市以北で、三崎港（西宇和郡伊方町）を含む。また、2005年10月1日に、同じ伊予鉄グループの伊予鉄久万バス（本社:久万高原町）を吸収合併し、伊予鉄久万バスが運行していたすべての路線を引き継いだため、久万（上浮穴郡）地域もカバーしている。
八幡浜市内では、同じく南予地域を主たる営業エリアとする宇和島自動車と、おおむねJR八幡浜駅を境として、同社が北部、宇和島自動車が南部とすみわけている（市立病院への乗り入れ等一部例外あり）。なお両社の競合区間では、同一地点にある停留場であっても、伊予鉄南予バスが「よりみつ眼科前」としているのに対し宇和島自動車が「江戸岡交差点前」であるなど、互いに名称が異なる例が存在する。
車両は路線車、高速車、貸切車いずれも伊予鉄バスの車両とほぼ同じ外見である。旧塗装時は車体に書かれた社名表記で見分けることができたが、新塗装時にIYOTETSUロゴの表記のみとなったため、見分けはつきにくい。なお、ICカード機器を搭載していないため ICい〜カードは利用できない。
特筆すべき車両として、全国的にも希少となったモノコック構造のボディを持つ車両（日野・K-RL321、1980年式）を1台（1065号車）保有しており、2025年現在も不定期運行ながら使用が続けられている。
その他の一般路線の車両については、中型ノンステップバスは自社導入分であるが、ツーステップバス・ワンステップバス・小型ノンステップバスは、殆どが伊予鉄バスからの転属車である。モノコック車廃車後も、K代やP代のレインボーが多数所属していたが、伊予鉄バスからのワンステップバス・小型ノンステップバスの転属や路線縮小に伴い廃車が進行した為、現在は1561号車(P-RJ)が1台所属するのみである。伊予鉄バスと違い一般路線車の臨時便が運行されることはほとんどないが、愛媛国体の際には中型・小型ノンステップバスや、当時在籍していたトップドアのツーステップバス(P-RJ：1690号車)等が観客輸送に投入された。

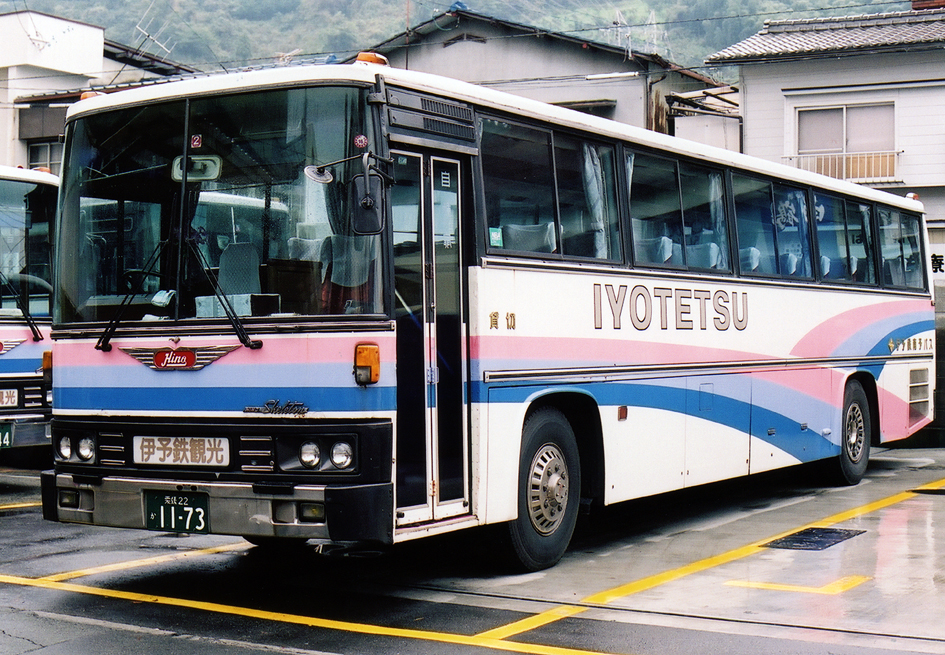
貸切バス（日野・スケルトン 現存しない）
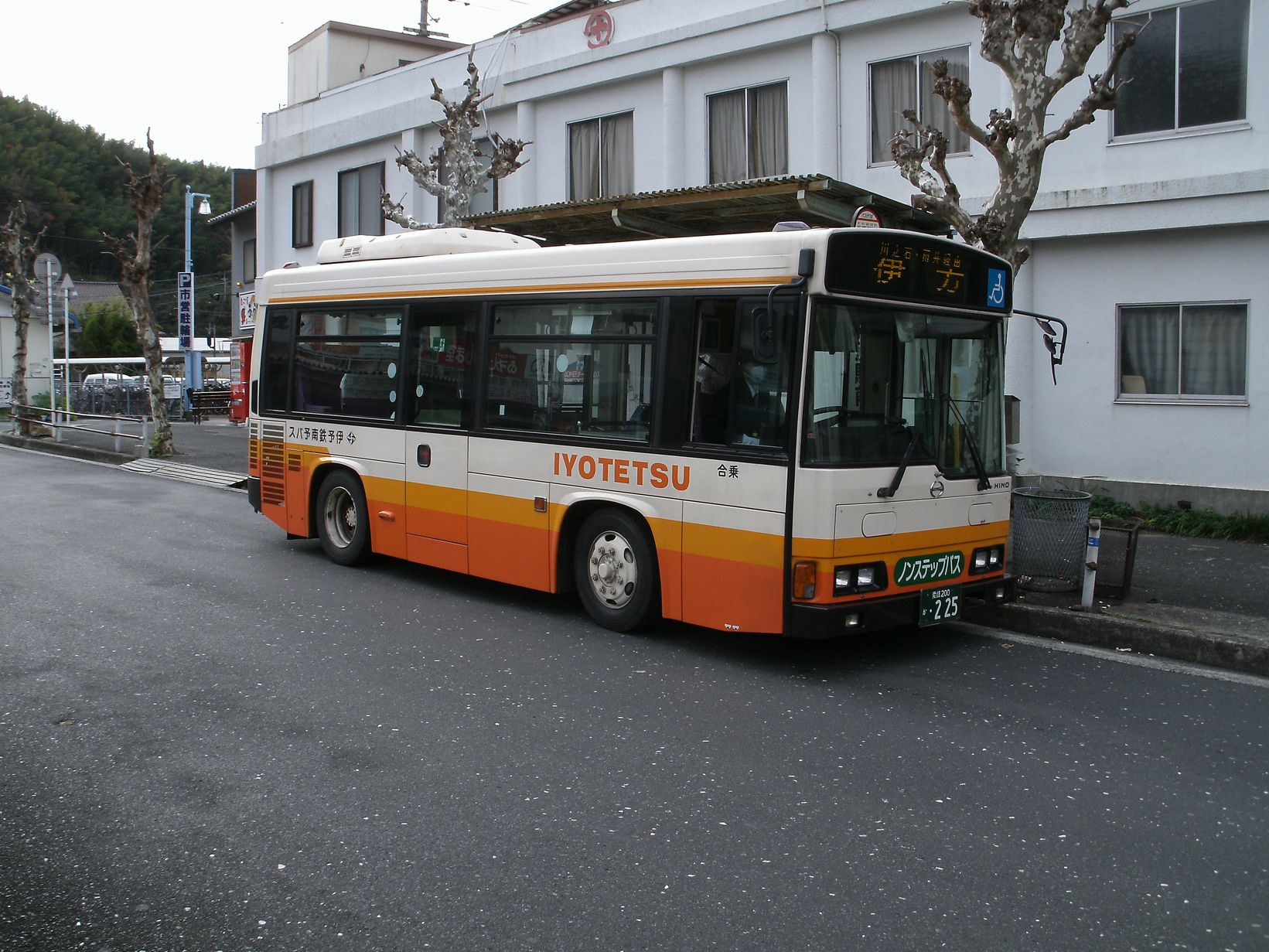
ノンステップバス （2009年12月、八幡浜駅前にて）
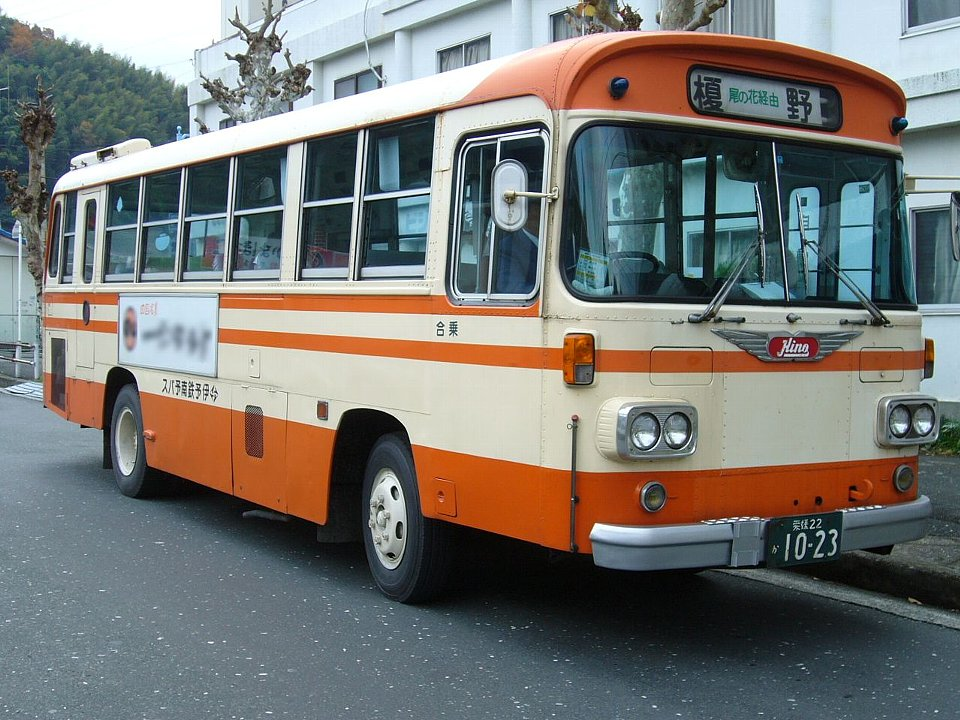
モノコック車 （2006年12月、八幡浜駅前にて）
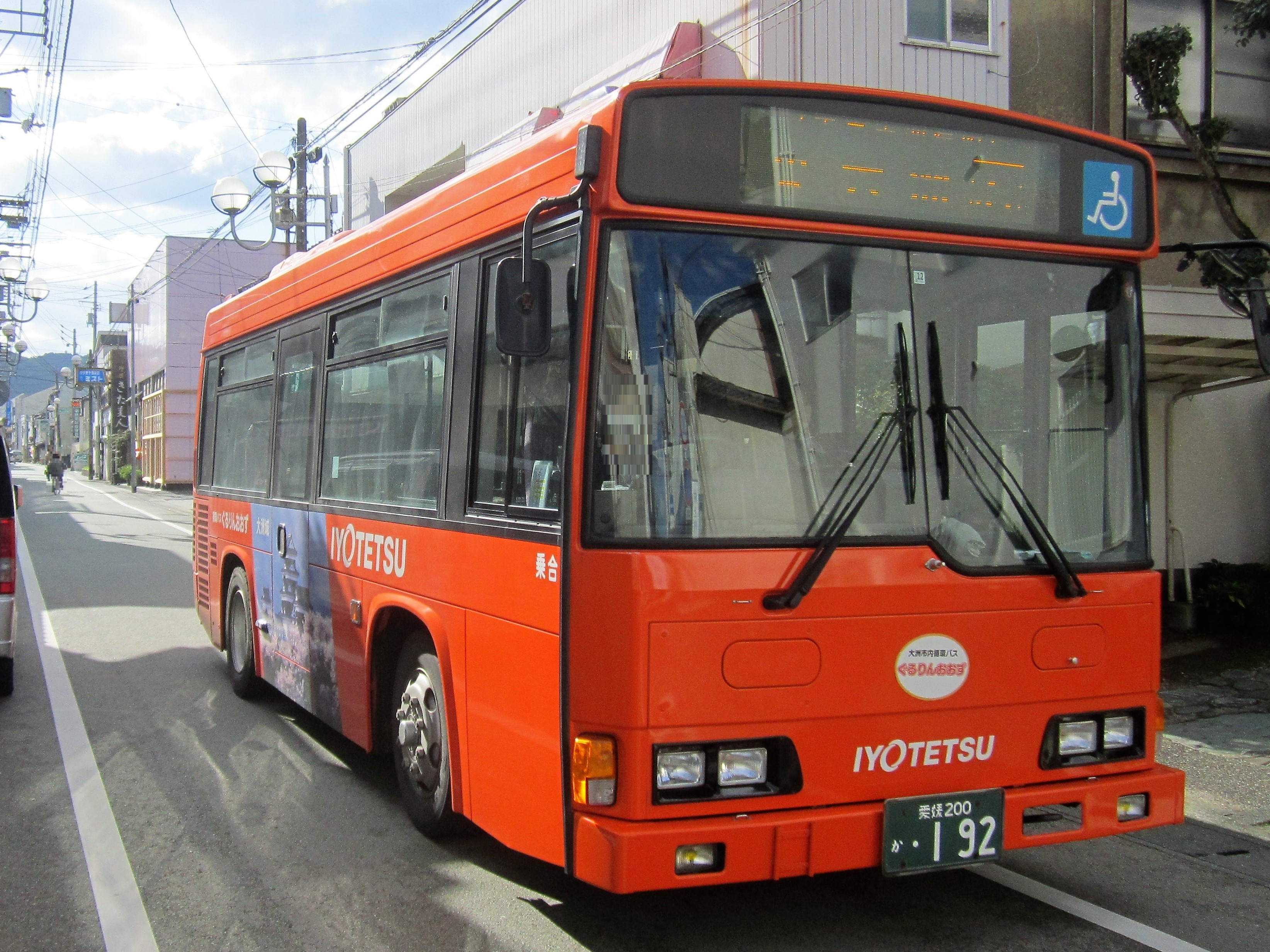
大洲市内循環バス 「ぐるりんおおず」 （2019年12月）

## 沿革
- 1989年（平成元年） 8月8日： 伊予鉄道自動車部（現・伊予鉄バス）より、南予地方の路線を引き継ぎ設立。同日、久万地区の路線を引き継ぎ、伊予鉄久万バス設立。
- 2004年（平成16年）2月17日： 同社初となるノンステップバスを1台導入（後に増備）。
- 2005年（平成17年）10月1日： 伊予鉄久万バスを吸収合併し、全路線を引き継いで久万地区における路線バスの運行を開始。
- 2007年（平成19年）
  - 4月28日： 八幡浜～松山空港・松山観光港リムジンバス運行開始。
  - 12月10日： 八幡浜 - 高松間の高速バス（さぬきエクスプレス八幡浜）運行開始。
- 2008年（平成20年）5月31日： 八幡浜～松山空港・松山観光港リムジンバス廃止。
- 2010年（平成22年）
  - 3月31日： さぬきエクスプレス八幡浜廃止。
  - 4月1日： 撤退した西鉄高速バスに代わり、道後エクスプレスふくおかの運行に参入。
- 2016年（平成28年）3月31日：内子営業所を廃止（大洲営業所に移管）[2]。
- 2019年（平成31年）1月11日：大洲市内循環バス「ぐるりんおおず」運行開始
- 2020年（令和2年）10月1日：四国旅客鉄道(株)と伊予大洲～伊予長浜間で代替輸送契約を締結
- 2023年（令和5年）9月16日：長浜営業所の窓口業務を終了。待合所を閉鎖。車両の配置を廃止。
- 2024年（令和6年）12月27日：旅のチケット販売終了[3]。近年は伊予鉄南予バスでのみの販売だった。

## 事業所
- 八幡営業所(本社)
  - 愛媛県八幡浜市江戸岡1丁目9-2
- 伊予鉄南予バス久万営業所（2016年、現在は建て替えられている）久万営業所（旧 伊予鉄久万バス本社）
  - 愛媛県上浮穴郡久万高原町久万560-1[4]
- 大洲営業所
  - 愛媛県大洲市西大洲577

- 長浜営業所
  - 愛媛県大洲市長浜594

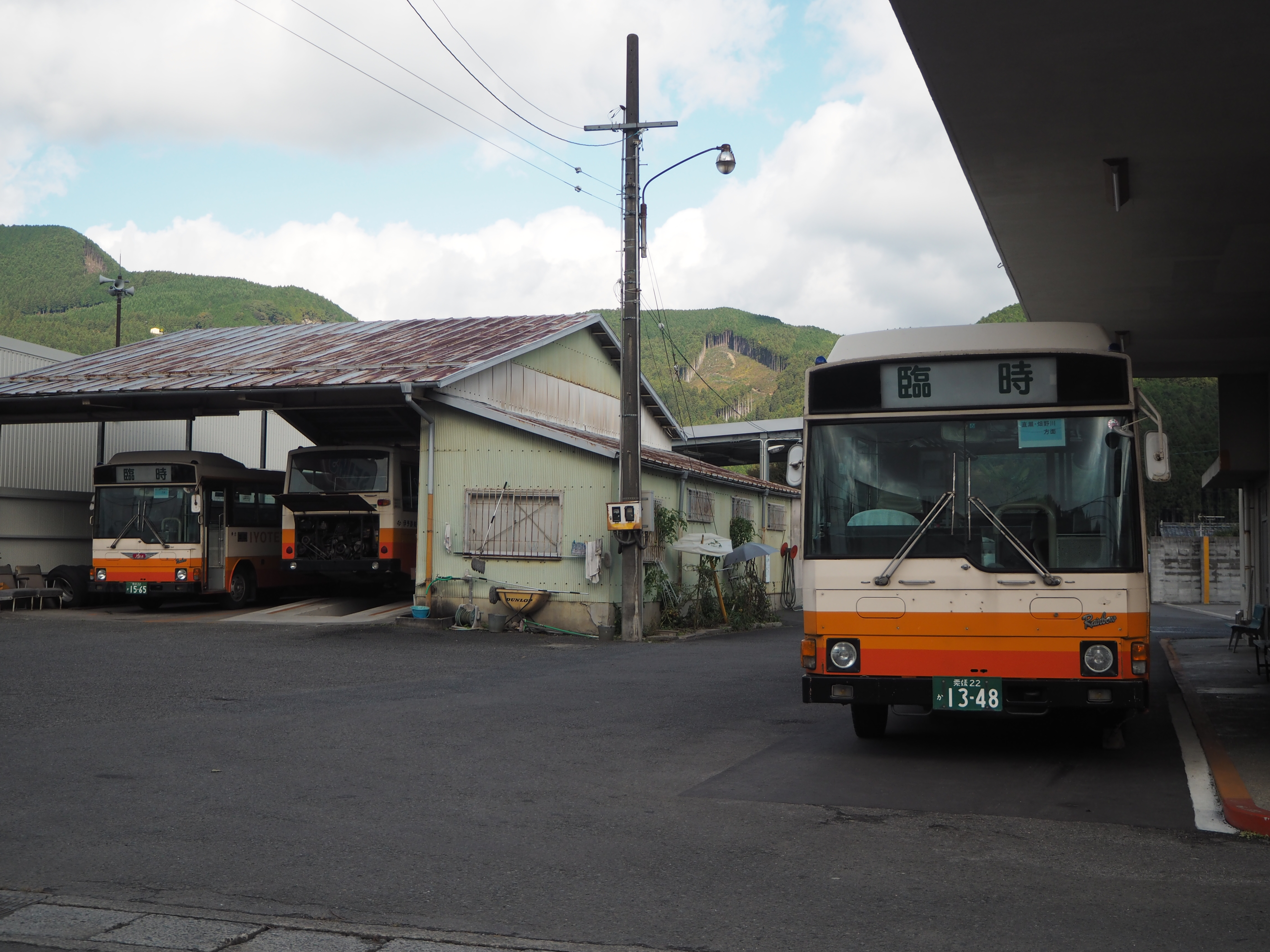
伊予鉄南予バス久万営業所（2016年、現在は建て替えられている）

  - 2023年9月16日より、窓口業務の終了と待合所を閉鎖
  - 同時に所属車両・担当路線は大洲営業所と八幡浜営業所に移籍・移管された
  - 建屋は残っており、乗務員の休憩所として使われている

### 廃止事業所
- 内子営業所
  - 愛媛県喜多郡内子町内子1529-1
  - 2016年3月31日で閉所
  - 跡地はHOTEL AZ 愛媛内子店となっている。

## 主な路線
通学・通院利用が中心のため、一般路線バスは伊方・三崎・面河方面、ぐるりん大洲、連絡バスを除いて土曜・休日は全便運休となる。
- 八幡浜駅前 - 新伊方 - (佐田岬メロディーライン経由) - 三崎港口
  - メロディーライン経由便は旧国道経由便と区別するために、急行を名乗っていた
    - 方向幕に急行表示がされ、○急とかかれた板を装着して運転されていた

  - 2014年10月改正で、亀ヶ池温泉経由便1.5往復と三崎発旧国道経由便0.5往復を統合して3往復となった
    - 同時に旧国道経由便が加周までになったため、方向幕の急行の表記が消されて、〇急の板の装着もなくなった

  - 2023年11月改正で、1往復の運行となった
- 八幡浜駅前 - 鼓尾 - 伊方町役場 - 加周
  - 2014年10月改正で、鼓尾経由便の全便が川之石経由に変更となったため廃止
    - この改正まで平日朝に豊之浦始発便が１本存在した(かつては夕方に豊之浦行きも存在した)

  - 2020年4月改正で、川之石経由の全便を鼓尾経由に変更される形で路線が復活した
  - 加周発着便は朝の加周発(土休日運休)と夕方の加周行きが設定されている
    - 夜間停泊は行われずに八幡浜営業所から回送される
    - 上記の1往復を除いて伊方町役場発着である
- 市立大洲病院 - 大洲城前 - まちの駅あさもや - 大洲本町 - 大洲駅前 - 県土木事務所 - 喜多医師会病院 - オズメッセ21 - 大洲記念病院 - 大洲中央病院 - 総合福祉センター - 県土木事務所 - 大洲駅前 - 大洲本町 - まちの駅あさもや - 大洲城前 - 市立大洲病院（大洲市内循環バスぐるりんおおず）
  - 前年に廃止された肱南観光バスが運行していた大洲市の市内循環バスを引き継ぐ形で、2019年1月11日運行開始
    - 当初は伊予鉄バスから転属してきた小型HR車2台にラッピングを行って運行していた

  - 2020年に専用塗装のポンチョが2台導入された
- 長浜駅前 - 五郎駅前 - 松ヶ花 - 大洲病院前 - 八幡浜港
  - 2014年10月改正以降は、土休日全便運休となった
  - 2024年5月改正で、五郎橋経由便が廃止された（併せて減便）
  - 当路線は長浜・大洲・八幡浜の3営業所による共同運行であったが、2023年9月の長浜営業所の車両配置廃止により、現在は大洲と八幡浜の2営業所による共同運行になっている
- 久万営業所 - 御三戸経由/嵯峨山経由 - 通仙橋 - 面河局前 - 通仙橋 - 面河 - 石鎚土小屋
- 大味川 → 通仙橋 → 面河局前 → 通仙橋 → 面河(学休日運休) 
  - かつては面河局前方面を経由しない便や渋草学校前行きも存在した
  - 面河 - 石鎚土小屋は4月～11月の土休日運転
  - 2025年4月1日改正で、大味川→面河の便が設定された
- 久万営業所 - 大宝寺口経由/中野村・河之内経由 - 上直瀬
  - 各経由便は共に1.5往復ずつ、計3往復の運転
- 久万営業所 - 伊予落合 - 露峰 (- 馬野地) - 富重
  - 午後の久万行2便は馬野地を経由しない
- 道後温泉駅前 ← JR松山駅前 - 松山市駅 - 松山インター口バス停 - 東予港（オレンジフェリー連絡バス)
  - 東予港発は道後温泉駅前にも停車[5]

### 運行受託路線
- 三崎特急線（伊予鉄バスから運行受託）： 松山市駅 - 伊予市 - 中山 - 内子 - 大洲（大洲駅前） - 八幡浜港 - （国道197号線・佐田岬メロディーライン経由） - 三崎港口 
  - 2023年11月改正で松山市駅発着3往復から、松山市駅発着1往復、八幡浜駅前発着1往復に減便・路線短縮された
  - かつては高速道路経由便もあり最大5往復が運転されていた

### 廃止路線
内子営業所
- 内子 - 岡町 - 論田 - 石畳の宿  (満穂線)
  - 2006年12月改正で廃止され、町営バスに移管後に町営デマンドバスになった
- 内子 - 五十崎 - 御祓 - 川上 - 池田 (御祓線)
- 内子 - 五十崎 - 大久喜 - 防屋敷 - 鳥首 (鳥首線)
- 内子 - 五十崎 - 栗太郎 - 道の尾経由/中居谷経由 - 赤石 - 鹿野川 (鹿野川線)
  - 五十崎以遠の区間は1990年代中に全て廃止されている
  - 残存していた内子 - 五十崎間も2000年代に廃止された
- 内子 - 五十崎口 - 五十崎駅前
  - 2000年代に廃止された
- 中山 - 長沢 - 上長沢 - 東峰 (中山町内線)
- 中山 - 長沢 - 犬寄経由/集会所前経由 - 佐礼局前 - 佐礼谷 (佐礼谷線)
- 中山 - 馬木橋 - 栗田 (栗田線)
- 中山 - 重藤 - 上永木 - 永木 (永木線)
  - 2011年10月改正で、中山発着の路線は下記の内子方面を除いて廃止された
- 加戸病院前 - 内子駅 - (内子小学校 -) 岡町 - 登立 - 中山
  - 2015年7月改正で、中山 - 登立の区間が廃止された
    - 当改正までは、朝の中山発の内子方面へは1分差の2台運行がされており、そのうちの1本が内子小学校経由内子駅行きであった
    - また冬季を除く学校日運行便1便が夕方に内子発登立行きで運行されていた
    - 当改正以降は全便が内子小学校経由・加戸病院発着となった

  - 2016年3月31日に内子営業所が閉所したため、以降は大洲営業所が路線を担当した
  - 2017年10月改正で、加戸病院前 - 登立が廃止され、内子営業所管内にあった路線は全て廃止された

八幡浜営業所
- 八幡浜営業所 - 大洲営業所 - 大洲（まちの駅あさもや） - 内子営業所 - 郡中 - 松山空港 - アイテム愛媛 - 松山観光港(八幡浜～松山空港・松山観光港リムジンバス)
  - 2007年4月改正で運行開始
  - 2008年6月改正で廃止
- 八幡浜駅前 - 良久寺口 - 尾の花 - 出石寺 (瀬田線)
- 八幡浜駅前 - 良久寺口 - 尾の花 - 野地 (川辻線)
- 八幡浜駅前 - 良久寺口 (- 尾の花) - 森山 - 榎野 (榎野線)
  - 2006年10月改正で、瀬田線が廃止された
  - 2007年10月改正で、川辻線の尾の花 - 野地と榎野線が廃止
    - 八幡浜駅前 - 尾の花間は2.5往復が残存
    - 同改正でK-RL車の定期運用が終了した

  - 2009年10月改正で、川辻線の八幡浜駅前 - 尾の花が廃止され、日土方面へのバスが全廃された
- 八幡浜駅前 - 三島神社前 - 喜木津口 - 喜木津 - 広早 - 磯崎 - 長浜 (磯津線)
  - 2006年10月改正時点で1.5往復の運行であった(うち磯崎発八幡浜行の1本は日祝運休便)
  - 2010年前後に廃止された
- 八幡浜駅前 - 川之石 - 雨井 - 伊方町役場 - 加周 - 三机 - 三崎
  - 雨井・伊方町役場・加周・三机の各区間便が設定されていた
    - 分社前は雨井まで日中毎時3本が運転されていた時代もあった

  - 2014年10月改正で、雨井・三机発着便・三崎発便が廃止された（三崎行きはこの改正以前に廃止）
    - 同時に八幡浜市内で経路変更があり、大黒町経由からフジグラン経由に変更された
    - この改正で、鼓尾経由便が全て川之石経由に統合された

  - 2020年4月改正で、川之石経由の全便が鼓尾経由に変更されて廃止
    - 川之石・雨井方面は乗り合いタクシーに移管された
- 八幡浜駅前 - 加周 - (旧197号線経由) - 亀ヶ池温泉 - 三崎
  - 2014年10月改正で、メロディーライン経由に統合されて廃止された(1.5往復運転)
    - 同時に加周を越えるバスが全廃された

長浜営業所
- 長浜 - 端 - 中学校前 - 大栄 - 柆野口(長浜大栄線)
- 郡中 - 端 - 中学校前 - 大栄 - 柆野口(郡中大栄線)
  - 2011年10月の改正で廃止され、デマンドタクシーに移管された
  - かつては区間便が設定されており、端・上灘中学校前・下灘駅前・大谷口等の発着便があった
- 長浜 - 出石駅前 - 朝日 - 奥 - 出石寺
  - 奥 - 出石寺は1990年代前半までに廃止された
  - 2000年代後半に残る区間も廃止された
- 長浜 - 端 - 郡中(郡中長浜線)
  - 2015年7月改正で廃止され、郡中 - 端は伊予市コミュニティバス「あいくる」に移管された(運行系統は異なる)
    - 2020年の「あいくる」本格運行開始時に三秋口 - 端の区間は廃止された

  - 廃止直前は唐川線の送り込みを兼ねた1往復の運転であった
- 郡中 - 港南中経由/郡中栄町経由 - 大平 - 両沢 (唐川線)
  - 2015年7月改正で廃止され、伊予市コミュニティバス「あいくる」に移管された
    - 中型路線バスから小型ワゴンになったことで、両沢を超えて鵜崎まで運行されている(但し月・金曜日の各2往復の運転)

  - 廃止直前は、郡中 - 港南中 - 大平 - 両沢の運転で2往復であった
    - 郡中長浜線と運用が連続しており、両沢→郡中→長浜→郡中→両沢→郡中→両沢と運用され、両沢で停泊が行われていた(休前日は長浜営業所まで回送)
    - 郡中栄町経由便は2000年代に廃止された
    - 分社化前には、松山(松山市駅)からの直通便も運転されていた
- 長浜駅前 - 五郎駅前 - 五郎橋 - 大洲病院前 - 八幡浜港
  - 2024年5月1日改正で廃止
    - 松が花経由ができるまでは全便五郎橋経由であった
    - 路線末期は朝の長浜発の片道1本のみであった(長浜営業所が担当していた)
- (長浜駒手町 - )長浜 - (長浜駅前 - )櫛生 - 出海 - 磯崎
  - 1952年4月開設
  - かつては櫛生発着も存在した
  - 長浜町バス転落事故の当該路線である
    - 当時は現道よりもさらに低い位置に道路があった。現在でも一部箇所で旧道の痕跡を見ることができる。

  - 長浜駅前バス停が発着地であるが、実際は長浜バス停(長浜営業所に隣接)が発着地になっており、往復どちらも長浜駅前を経由していた(長浜駒手町発着便を除く)。
  - 長浜駒手町発着便は長浜駅前を経由しない。また、長浜駅前発着便は長浜駒手町を経由しない。
    - なお、長浜駒手町行きの行先幕は、長浜中学校の表示であった

  - 2014年10月改正以降は、土休日全便運休となった
  - 2025年4月1日改正で廃止され、大洲市デマンド型交通・スクールバスに移管された。
    - 廃止直前のダイヤは長浜～磯崎間4.5往復、出海～長浜駒手町1往復(学休日運休)、出海→長浜駒手町1本であった
    - 運行最終日である2025年3月31日は、モノコック車両(K-RL：1065号車)が当路線に使用された(行先幕に磯崎のコマが入っていないため、前面窓に[磯崎⇔長浜]行先を貼り付けて、磯崎方面は白コマ、長浜方面は長浜駅前を出して運行)。
    - これにより長浜営業所管内の単独運行路線が全て廃止となった。

大洲営業所
- 大洲営業所 - 平野 - 木谷 - 出石寺
- 大洲営業所 - 大洲駅前 - 八多喜駅前 - 上須戎登山口
  - 上記の2路線は1990年代前半に廃止された
  - 上須戎登山口へは長らく1往復のみの運行だった
- 大洲病院前 - 大洲駅前 - 喜多山 - 田処(田処線)
  - 2007年10月改正で、廃止された
  - かつては上記の木谷・出石寺方面への直通便が存在した(田処発出石寺行き等)

久万営業所
- 松山市駅 - 久万営業所
  - 末期は久万営業所管轄であった
  - 2010年4月の改正で廃止
- 久万 - ふるさと村
- 久万 - 峠御堂 - 杣野前組
- 久万 - 仕七川 - 水押
- 面河 - 通仙橋 - 面河局前 - 妙経由/中山経由 - 市口 - 割石
  - 市口 - 割石と中山経由は1990年代までに廃止
  - ふるさと村発着便は2000年代頃に廃止
  - 2014年10月改正で、杣野前組発着・水押発着・妙 - 市口の区間が廃止された
  - 2016年10月改正で、面河局前 - 妙の区間が廃止された

## 高速バス
- 福岡線（道後エクスプレスふくおか）：伊予鉄バス、瀬戸内運輸と共同運行。
  - 西鉄高速バスの撤退により、2010年4月1日より参入。
  - 2018年3月1日より瀬戸内運輸が参入し、今治市内にも停車。

### 運行受託路線
- 大阪線：伊予鉄バス担当便のうち八幡浜発着便
- 名古屋線：伊予鉄バス担当便

### 廃止路線
- 八幡浜 - 高松線（さぬきエクスプレス八幡浜）： 四国高速バスと共同運行
  - 2010年3月31日の運行を最後に廃止された。

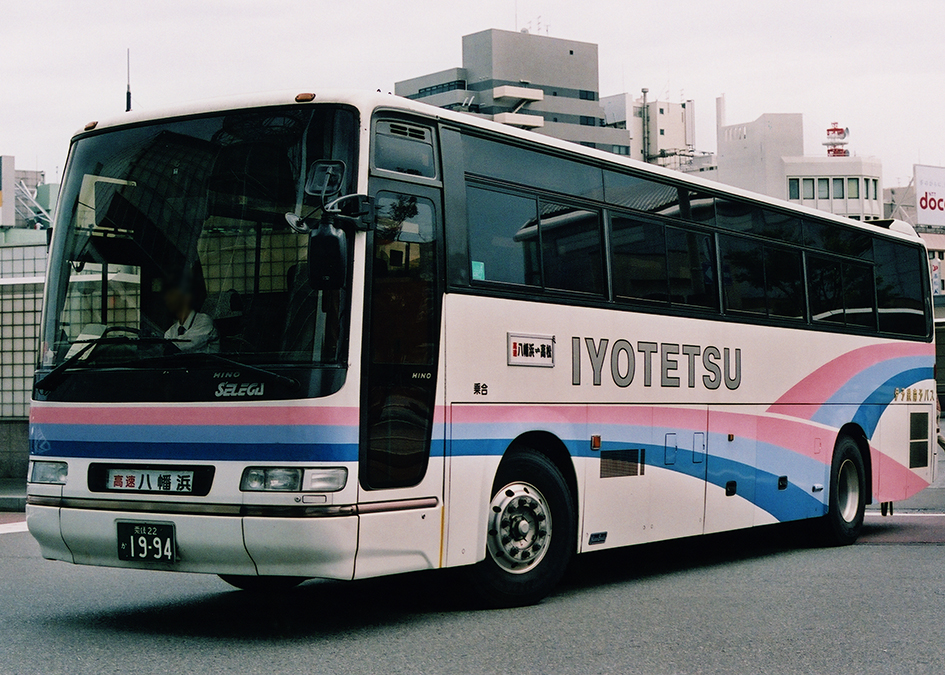
さぬきエクスプレス八幡浜